# Sewadjare Mentuhotep
Sewadjare Mentuhotep (còn được biết đến là Mentuhotep V hoặc Mentuhotep VI tùy thuộc vào học giả) là một vị pharaoh Ai Cập được chứng thực nghèo nàn của vương triều thứ 13, ông đã cai trị trong một khoảng thời gian ngắn vào khoảng năm 1655 TCN thuộc thời kỳ Chuyển tiếp Thứ Hai. Các nhà Ai Cập học Kim Ryholt và Darrell Baker lần lượt tin rằng ông là vị vua thứ 50 và 49 của vương triều này, do đó khiến cho ông là Mentuhotep V. Vì thế, Sewadjare Mentuhotep rất có thể chỉ cai trị trong một thời gian rất ngắn trước khi người Hyksos đặt chân tới vùng đất Memphite và cai trị đồng thời với vị vua cuối cùng của Vương triều thứ 14.

## Tên gọi
Ryholt, Baker và Jacques Kinnaer gọi Sewadjare Mentuhotep là Mentuhotep V bởi vì họ tin rằng ông sống vào giai đoạn cuối cùng của vương triều thứ 13. Mặt khác, trong nghiên cứu của mình về thời kỳ Chuyển tiếp thứ Hai, Jürgen von Beckerath không xác định rõ vị trí của Sewadjare Mentuhotep trong vương triều thứ 13, nhưng dẫu vậy cũng gọi ông là Mentuhotep VI.

## Chứng thực
Sewadjare Mentuhotep là một vị pharaon được chứng thực nghèo nàn. Thật không may, cuộn giấy cói Turin bị hư hại nghiêm trọng sau đoạn ghi chép về Sobekhotep VII và danh tính cùng với thứ tự thời gian của 19 vị vua cuối cùng thuộc vương triều thứ 13 lại không thể nào xác định được từ tài liệu này. Theo Nobert Dautzenberg và Ryholt thì dù sao tên ngai của Mentuhotep Sewadjare cũng được bảo quản một phần ở cột thứ 8, dòng thứ 20 của cuộn giấy cói này, nó đọc là [...]dj[are].
Chỉ có duy nhất một chứng thực đương thời được quy cho Sewadjare Mentuhotep V một cách chắc chắn là một mảnh vỡ phù điêu duy nhất cho thấy đồ hình của ông. Phù điêu này được tìm thấy trong tàn tích của ngôi đền tang lễ thuộc về Mentuhotep II trong cuộc khai quật của Édouard Naville vào đầu thế kỷ 20.